# Livo, Como
Livo là một đô thị ở tỉnh Como trong vùng Lombardia, có cự ly khoảng 80 kilômét (50 mi) về phía bắc của Milano và khoảng 40 kilômét (25 mi) về phía đông bắc của Como, ở biên giới với Thụy Sĩ. Tại thời điểm ngày 31 tháng 12 năm 2004, đô thị này có dân số 212 người và diện tích là 32.5 km².
Livo giáp các đô thị: Cama (Thụy Sĩ), Domaso, Dosso del Liro, Gordona, Peglio, Samolaco, Vercana.